# Randnummer (Zeitschrift)
Die Randnummer ist eine Zeitschrift für Gegenwartsliteratur mit besonderem Fokus auf Poesie.

## Die Zeitschrift
Die Randnummer Literaturhefte wurden 2009 erstmals von Simone Kornappel und Philipp Günzel in Hamburg herausgegeben. Als Magazin für Gegenwartsliteratur erschien es anfänglich zweimal jährlich; inzwischen wird lediglich eine Ausgabe gegen Jahresende in Berlin herausgebracht. Mit dem Erscheinen der Ausgabe 6-7-8 im Sommer 2016 löste das Team die bisherige Struktur von Herausgebern und Redaktion auf; zum Team der Zeitschrift gehören gegenwärtig Andreas Bülhoff, Peter Dietze, Simone Kornappel.

### Profil
In jeder Ausgabe werden zusätzlich zu Lyrik, Prosa und Essays deutschsprachiger Gegenwartsautoren auch fremdsprachige Texte als Übersetzungen gedruckt (bislang u. a. von Tanya Färg, George Oppen, Bruce Andrews, Dmitry Golenko und Charles Bernstein). Das zweite Heft stellte zudem eine Reihe rumänischer Lyriker der 80er Jahre vor.
Im fünften Heft der Randnummer wurden bislang unveröffentlichte Gedichte von Walter Höllerer abgedruckt, die der Lyriker Tom Bresemann im Deutschen Literaturarchiv Marbach entdeckt hatte. Zusammen mit Höllerers Witwe, der Fotografin Renate von Mangoldt, präsentierte man die Gedichte u. a. im Berliner Literaturhaus Lettrétage. Die Illustrationen zu diesem Heft machte der Berliner Künstler Petrus Akkordeon.

### Autoren
Autoren wie Luise Boege, Ron Winkler, Ann Cotten, Richard Duraj, Brigitte Oleschinski, Mara Genschel, Alexander Gumz, Angelika Janz, Katharina Schultens, Jan Skudlarek und Charlotte Warsen veröffentlichten ebenso Texte in den Randnummer Literaturheften wie auch Sabine Scho, Konstantin Ames, Hendrik Jackson, Norbert Lange, Daniel Falb, Dieter M. Gräf oder Bülent Kacan.